# Amiran Muzayev
Amiran Muzayev (28 de octubre de 1950) es un deportista soviético que compitió en judo. Ganó dos medallas de bronce en el Campeonato Europeo de Judo en los años 1973 y 1975.

## Palmarés internacional
| Campeonato Europeo | Campeonato Europeo | Campeonato Europeo | Campeonato Europeo |
| Año                | Lugar              | Medalla            | Categoría          |
| ------------------ | ------------------ | ------------------ | ------------------ |
| 1973               | Madrid (España)    | Medalla de bronce  | –93 kg             |
| 1975               | Lyon (Francia)     | Medalla de bronce  | –93 kg             |